# تاتسوکی کوهاتسو
تاتسوکی کوهاتسو (انگلیسی: Tatsuki Kohatsu؛ زادهٔ ۱۱ سپتامبر ۱۹۹۳) بازیکن فوتبال اهل ژاپن است.
از باشگاه‌هایی که در آن بازی کرده‌است می‌توان به باشگاه ورزشی توچیگی اشاره کرد.